# Piotr Ćwielong
Piotr Ćwielong, né le 23 avril 1986 à Chorzów, est un footballeur professionnel polonais. Il occupe actuellement le poste d'attaquant au GKS Tychy.

## Biographie
Piotr Ćwielong commence le football à l'âge de sept ans, au centre de formation du Ruch Chorzów dirigé par Gerard Cieślik. Après un court passage au Stadion Śląski Chorzów, il retourne au Ruch en janvier 2004 et entre dans l'effectif professionnel. En deuxième division, il parvient à intégrer le onze de départ du coach et marque de nombreux buts. En 2007, il signe un contrat de quatre ans avec le Wisła Cracovie. Champion lors de sa première année au club, il n'arrive pas à percer et retourne dans son ancienne équipe sous la forme d'un prêt d'un an, en janvier 2008. Là-bas, il joue plus souvent, et ses performances satisfont les dirigeants du Wisła qui le réintègrent au club. Mais Ćwielong reste un éternel remplaçant au Wisła, et décide de quitter le club. 
En janvier 2010, il est transféré pour trois ans et demi au Śląsk Wrocław. Dans une équipe en construction, Ćwielong joue régulièrement, et se qualifie même pour la Ligue Europa en 2011.

## Palmarès
- Champion de Pologne de deuxième division : 2007
- Champion de Pologne : 2008, 2009